# Papel sulfurizado

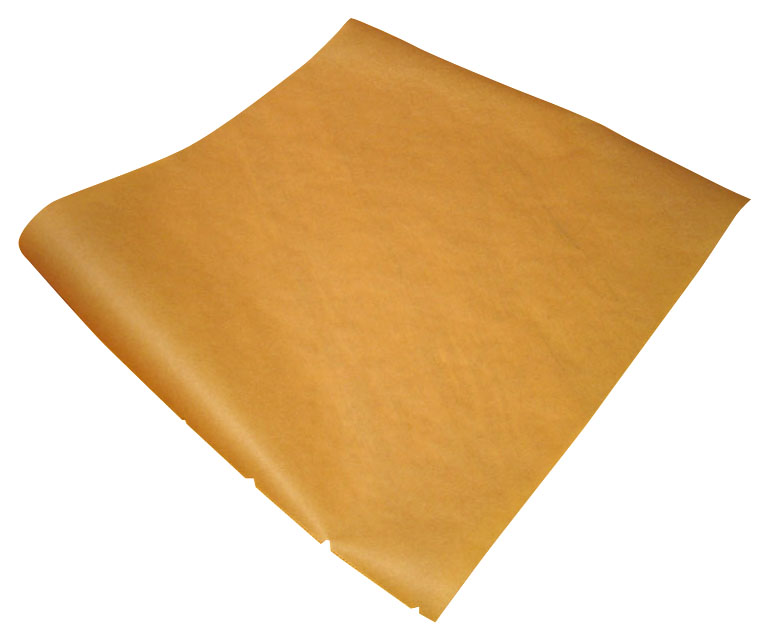
Papel sulfurizado o de horno

El papel sulfurizado, papel de horno, papel mantequilla o sencillamente papel vegetal, a secas, es un papel vegetal tratado químicamente (se le da un baño en ácido sulfúrico, de ahí el nombre) para tapar los poros de la celulosa y así hacerlo impermeable y para que además sea resistente a las elevadas temperaturas de un horno doméstico. Posee como principal característica que es antiadherente (los alimentos no quedan adheridos a su superficie), se emplea frecuentemente en la preparación culinaria de los alimentos que deben cocinar al horno como por ejemplo: galletas, papillots, pizzas, etc. El papel sulfurizado puede resistir temperaturas de hasta 220 °C aproximadamente, en su uso hay que tener cuidado de que no entre en contacto directo con fuentes de calor (en algunos casos no funciona cuando se gratina).
Una aplicación muy extendida en el siglo pasado fue como soporte de los dibujos utilizados en la construcción de maquinaria y edificios.
Se dibujaba en tinta china sobre el papel y su transparencia permitía utilizarlo como original para sacar innumerables copias sobre papel especial impresionable con lámparas de mercurio. Un proceso de revelado con vapores de amoniaco completaba el proceso de obtención de las copias.

## Características
Se emplea de forma muy sencilla, colocándose sobre la bandeja de horno, es esta la razón por la que se vende en folios de diferentes tamaños: todos ellos estándares según los hornos domésticos. Suele comercializarse en tiendas de utensilios de cocina. En la antigüedad se empleaba con la misma función que el papel sulfurizado un pergamino recubierto de grasa o aceite, una alternativa al papel sulfurizado es el empleo de papel de aluminio que posee la desventaja de necesitar untarse con grasas para que no se peguen los alimentos cocinados, pero tiene la ventaja de ser un buen transmisor del calor.